# Superpuchar Europy UEFA 2017
Mecz o Superpuchar Europy UEFA 2017 został rozegrany 8 sierpnia 2017 roku na Arenie Narodowej w Skopju pomiędzy Realem Madryt (zwycięzcą Ligi Mistrzów 2016/2017) oraz Manchesterem United (triumfatorem Ligi Europy 2016/2017). Real Madryt zwyciężył mecz 2:1, tym samym wygrywając Superpuchar Europy po raz czwarty w historii klubu.

## Droga do meczu

### Manchester United
| Sezon   | Rozgrywki   | Runda   | Przeciwnik       | Dom     | Wyjazd  | Ogólnie    |
| ------- | ----------- | ------- | ---------------- | ------- | ------- | ---------- |
| 2016/17 | Liga Europy | Grupa A | Feyenoord        | 4–0     | 0–1     | 2. miejsce |
| 2016/17 | Liga Europy | Grupa A | Zoria Ługańsk    | 1–0     | 2–0     | 2. miejsce |
| 2016/17 | Liga Europy | Grupa A | Fenerbahçe SK    | 4–1     | 1–2     | 2. miejsce |
| 2016/17 | Liga Europy | 1/16    | AS Saint-Étienne | 3–0     | 1–0     | 4–0        |
| 2016/17 | Liga Europy | 1/8     | FK Rostów        | 1–0     | 1–1     | 2–1        |
| 2016/17 | Liga Europy | 1/4     | RSC Anderlecht   | 2–1     | 1–1     | 3–2, Dogr. |
| 2016/17 | Liga Europy | 1/2     | Celta Vigo       | 1–1     | 1–0     | 2–1        |
| 2016/17 | Liga Europy | F       | AFC Ajax         | 2–0 (N) | 2–0 (N) | 2–0 (N)    |

### Real Madryt
| Sezon   | Rozgrywki     | Runda   | Przeciwnik        | Dom     | Wyjazd  | Ogólnie    |
| ------- | ------------- | ------- | ----------------- | ------- | ------- | ---------- |
| 2016/17 | Liga Mistrzów | Grupa F | Sporting CP       | 2–1     | 2–1     | 2. miejsce |
| 2016/17 | Liga Mistrzów | Grupa F | Borussia Dortmund | 2–2     | 2–2     | 2. miejsce |
| 2016/17 | Liga Mistrzów | Grupa F | Legia Warszawa    | 5–1     | 3–3     | 2. miejsce |
| 2016/17 | Liga Mistrzów | 1/8     | SSC Napoli        | 3–1     | 3–1     | 6–2        |
| 2016/17 | Liga Mistrzów | 1/4     | Bayern Monachium  | 4–2     | 2–1     | 6–3, Dogr. |
| 2016/17 | Liga Mistrzów | 1/2     | Atlético Madryt   | 3–0     | 1–2     | 4–2        |
| 2016/17 | Liga Mistrzów | F       | Juventus F.C.     | 4–1 (N) | 4–1 (N) | 4–1 (N)    |

## Szczegóły meczu
Spotkanie finałowe odbyło się 8 sierpnia 2017 na Arenie Narodowej w Skopje. Frekwencja na stadionie wyniosła 30 420 widzów. Mecz sędziował Gianluca Rocchi z Włoch. Mecz zakończył się zwycięstwem Realu Madryt 2:1. Bramki dla Realu zdobyli Casemiro w 24. minucie i Isco w 52. minucie. Bramkę dla Manchesteru United strzelił Romelu Lukaku w 62. minucie.
| 8 sierpnia 2017 20:45 CET | Real Madryt · Casemiro 24' · Isco 52' | 2–1(1–0)Raport | Manchester United · 62' Romelu Lukaku  | Arena Narodowa, Skopje Widzów: 30 421 Sędzia: Gianluca Rocchi |
|                           | kartki: · Carvajal 84' · Ramos 86'    |                | kartki: · 42' Lingard · 90+4' Rashford |                                                               |

| Real Madryt | Manchester United |

| BR              | 1  | Keylor Navas      |     |     |
| PO              | 2  | Dani Carvajal     | 84' |     |
| ŚO              | 5  | Raphaël Varane    |     |     |
| ŚO              | 4  | Sergio Ramos (c)  | 86' |     |
| LO              | 12 | Marcelo           |     |     |
| ŚP              | 10 | Luka Modrić       |     |     |
| ŚP              | 14 | Casemiro          |     |     |
| ŚP              | 8  | Toni Kroos        |     |     |
| PN              | 11 | Gareth Bale       |     | 74' |
| ŚN              | 9  | Karim Benzema     |     | 83' |
| LN              | 22 | Isco              |     | 74' |
| Rezerwowi:      |    |                   |     |     |
| BR              | 13 | Kiko Casilla      |     |     |
| OB              | 6  | Nacho             |     |     |
| OB              | 15 | Theo Hernández    |     |     |
| PO              | 20 | Marco Asensio     |     | 74' |
| PO              | 23 | Mateo Kovačić     |     |     |
| NA              | 7  | Cristiano Ronaldo |     | 83' |
| NA              | 17 | Lucas Vázquez     |     | 74' |
| Trener:         |    |                   |     |     |
| Zinédine Zidane |    |                   |     |     |

| BR            | 1  | David de Gea         |       |     |
| PO            | 25 | Antonio Valencia (c) |       |     |
| ŚO            | 2  | Victor Lindelöf      |       |     |
| ŚO            | 12 | Chris Smalling       |       |     |
| LO            | 36 | Matteo Darmian       |       |     |
| ŚP            | 21 | Ander Herrera        |       | 56' |
| ŚP            | 31 | Nemanja Matić        |       |     |
| ŚP            | 6  | Paul Pogba           |       |     |
| PN            | 22 | Henrich Mychitarian  |       |     |
| ŚN            | 9  | Romelu Lukaku        |       |     |
| LN            | 14 | Jesse Lingard        | 42'   | 46' |
| Rezerwowi:    |    |                      |       |     |
| BR            | 20 | Sergio Romero        |       |     |
| OB            | 17 | Daley Blind          |       |     |
| PO            | 8  | Juan Mata            |       |     |
| PO            | 16 | Michael Carrick      |       |     |
| PO            | 27 | Marouane Fellaini    |       | 56' |
| NA            | 11 | Anthony Martial      |       |     |
| NA            | 19 | Marcus Rashford      | 90+4' | 46' |
| Trener:       |    |                      |       |     |
| José Mourinho |    |                      |       |     |

| Zawodnik meczu: Isco (Real Madryt) |

| Superpuchar Europy (2017) |
| ------------------------- |
| Hiszpania                 |
| Real Madryt Czwarty Tytuł |